# Dave Deacon
David Benjamin Deacon (10 tháng 3 năm 1929 – 23 tháng 7 năm 1990) là một cầu thủ bóng đá thi đấu ở Football League ở vị trí hậu vệ cho Ipswich Town. Ông cũng thi đấu bóng đá non-league cho Bungay Town và Cambridge United.
Anh của ông, Jimmy, từng là một thành viên hội đồng của Suffolk County FA.